# Berlinische Nachrichten von Staats- und gelehrten Sachen

Berlinische Nachrichten von Staats- und gelehrten Sachen, 1869

Die Berlinischen Nachrichten von Staats- und gelehrten Sachen (1872–1874 Spenersche Zeitung) war eine Tageszeitung in Berlin, die von 1740 bis 1874 erschien.

## Geschichte

### 18. Jahrhundert
Am 10. Dezember 1735 erschien die erste Ausgabe der Zeitung  Potsdammischer Staats- und gelehrter Mercurius in Potsdam durch den Verleger Ambrosius Haude, jeweils dreimal wöchentlich. Seit dem 1. Oktober 1737 hieß sie Neuer Berlinischer und Potsdammischer Staats- und gelehrter Mercurius und erschien in Berlin in Ruedigers Buchladen. Es war die zweite Zeitung in der Stadt neben der Königlich privilegirten Berlinischen Zeitung, die regelmäßig Nachrichten aus dem In- und Ausland, sowie offizielle Verlautbarungen mitteilte.
Seit dem 30. Juni 1740 hieß sie Berlinische Nachrichten von Staats- und gelehrten Sachen. Herausgeber war weiterhin Ambrosius Haude. Sie erschien dienstags, donnerstags und samstags.
Als Friedrich der Große 1740 die Zensur lockerte, galt für diese Zeitung zeitweise sogar eine gewisse Zensurfreiheit, im Gegensatz zu anderen Publikationen.
1743 wurde dieses während des Österreichischen Erbfolgekrieges wieder eingeschränkt.
Nach Haudes Tod 1748 ging sie in den Besitz von Johann Karl Spener, den Mitgesellschafter von Haude und Spener über.

### 19. Jahrhundert
Seit etwa 1840 erschienen die Berlinischen Nachrichten von Staats- und gelehrten Sachen täglich außer montags. Bis 1847 war sie  eine von drei Tageszeitungen in Berlin, neben der Vossischen Zeitung. Danach entstanden einige neue Zeitungen im Zuge der Zensurerleichterungen des Revolutionsjahres 1848, was eine neue Konkurrenzsituation bedeutete.

### Letzte Jahre 1872–1874
1872 wurden die Berlinischen Nachrichten an eine neu gegründete Aktiengesellschaft verkauft. Das Kapital dafür wurde vornehmlich von Vertretern der Nationalliberalen Partei aufgebracht, die Zeitung damit eng an die Nationalliberale Partei gebunden. Die politische Redaktion übernahm Wilhelm Wehrenpfennig, das Feuilleton der Zeitung Gustav Gans zu Putlitz. Seit dem 4. Juni 1872 war der Name Spenersche Zeitung.
Zum moderneren Zuschnitt des Blattes gehörte es, dass in ihren Spalten von jetzt an auch Fortsetzungsromane gebracht werden sollten. Allerdings beschleunigte ausgerechnet diese Neuerungen den Niedergang der Zeitung. Denn der erste Roman, den die Zeitung 1872 sukzessive druckte, Paul Heyses Kinder der Welt, führte zu heftigen Protesten von Lesern und zahlreichen Abbestellungen der Zeitung.

„(D)ie Leitung des Blattes hatte ihre Rechnung ohne Rücksicht auf die bisherigen Leser gemacht, die sich zumeist aus den ehrbarsten Kreisen märkischer Pfarrerfamilien zusammensetzten. Sie erschraken, als sie die nähere Bekanntschaft der reizvollen Sünderin Antoinette Marchand und des pantheistisch angehauchten Balders machten. Entrüstungsrufe über Entrüstungsrufe ertönten, die Bestellungen auf das sittenlose Blatt wurden gekündigt. Und nicht bloß aus diesen Kreisen kamen Ausbrüche des stärksten Unwillens über die Wahl dieses Lesestoffes. Sogar Theodor Mommsen war in hohem Grade unwirsch geworden und meinte, man könne die Zeitung auf dem Familientische nicht dulden, denn ein Roman wie ‚Kinder der Welt‘ dürfe von anständigen jungen Mädchen nicht gelesen werden. Man kann es ohne Uebertreibung ruhig niederschreiben: an Paul Heyses ‚Kinder der Welt‘ ist Onkel Spener in Berlin eines seligen Todes verblichen.“

Am 31. Oktober 1874 erschien die letzte Ausgabe dieser traditionsreichen Berliner Zeitung. Die Spenersche Zeitung ging in der Berliner National-Zeitung auf.

## Persönlichkeiten
Herausgeber
- Ambrosius Haude, 1740–1748
- Johann Karl Spener, 1748–
- Johann Karl Philipp Spener
- Samuel Heinrich Spiker 1827–1858
- Alexis Bravmann Schmidt, 1858–1872, auch Chefredakteur

Weitere Journalisten
- Wilhelm Wehrenpfennig, 1872 politische Redaktion
- Gustav Gans zu Putlitz, 1872 Feuilleton
- Friedrich Percy Weber, 1872 Redakteur